# Cerkiew św. Aleksandra Newskiego w Rakiszkach
Cerkiew św. Aleksandra Newskiego – prawosławna cerkiew w Rakiszkach.

## Historia
Pierwszą drewnianą cerkiew parafialną w Rakiszkach wzniesiono w 1895, czyniąc ją w 1903 siedzibą nowo erygowanej prawosławnej parafii. Budynek ucierpiał w czasie I wojny światowej, kiedy został zaadaptowany przez wojska niemieckie na szpital polowy. W 1921 prawosławni odzyskali obiekt na dwa miesiące – decyzją ministerstwa spraw wewnętrznych został on przekazany katolikom, którzy zaadaptowali świątynię na szkolny kościół św. Augustyna. Prośby o zwrot cerkwi spotykały się z odmową władz. Wówczas ks. Grigorij Wysocki urządził we własnym domu kaplicę domową, którą następnie powiększył i w 1939 poświęcił jako cerkiew św. Aleksandra Newskiego. Jej wyposażenie zakupiono na pieniądze uzyskane jako odszkodowanie za starą cerkiew.

## Architektura
Cerkiew znajduje się w drewnianym domu położonym przy ulicy Giedymina. Sakralny charakter budynku zaznacza wzniesiona na dachu niewielka sygnaturka z cebulastą kopułą. We wnętrzu drewniany dwurzędowy ikonostas oraz ikony z okresu międzywojennego.